# Сандогора
Сандогора — село в Костромском районе Костромской области. Административный центр муниципального образования Сандогорское сельское поселение.

## История
Постановлением правительства РФ от 20 декабря 2004 г. № 815 село Большая Сандогора переименовано в Сандогора. Иногда называлась Святая гора и входила в состав вотчины Костромского Спасо-Запруденного монастыря. В 1609 году Сандогору разорили поляки, проходившие из Любима в Кострому.

## Население
| 2008 | 2010 | 2014 |
| ---- | ---- | ---- |
| 529  | ↘458 | ↗509 |